# Altocumulo
L'altocumulo (in latino altocumulus, abbreviazione Ac) è una nube media che si presenta sotto forma di fiocchi globulari compatti che si estendono su vaste estensioni planari, situate ad un'altitudine che può variare tra i 2500 m ed i 6000 m.

## Descrizione
L'ampiezza di questo fenomeno nuvoloso può estendersi a tutto il cielo visibile oppure a grandi settori di questo, ben delineate e marcate rispetto ad un cielo sereno; in altri casi gli altocumuli si alternano ad altostrati, oppure a fenomeni nuvolosi di altitudine più elevata, quali cirrostrati o veli. Frequentemente l'altocumulo si presenta come una serie parallela di strisce compatte o formate da fiocchi allineati in ranghi dalla conformazione ondosa. Lo spessore dello strato nuvoloso è molto ridotto e regolare.
Gli elementi individuali (fiocchi) che compongono gli altocumuli sono più grandi e scuri di quelli dei cirrocumuli e hanno in genere un'ombra propria. Tuttavia essi sono più piccoli degli elementi che formano gli stratocumuli.
La colorazione e la luminosità subiscono l'effetto delle ombre portate e quindi possono variare dal bianco al grigio durante il giorno, fino ad assumere le colorazioni più spettacolari durante l'alba o il tramonto, quando sono illuminate da sotto dalla luce radente del Sole.
L'altocumulo è composto da piccole gocce d'acqua o da cristalli di ghiaccio, formati da un'ascensione di una consistente massa calda e umida il cui vapore si condensa in un'atmosfera instabile a circa −25 °C in condizioni di vento debole. La presenza di altocumuli può indicare l'approssimarsi di un fronte e di un cambiamento del tempo, anticipando l'arrivo di forti temporali.
Gli altocumuli possono provocare delle concrezioni di ghiaccio sulle superfici degli aeroplani.

### Specie

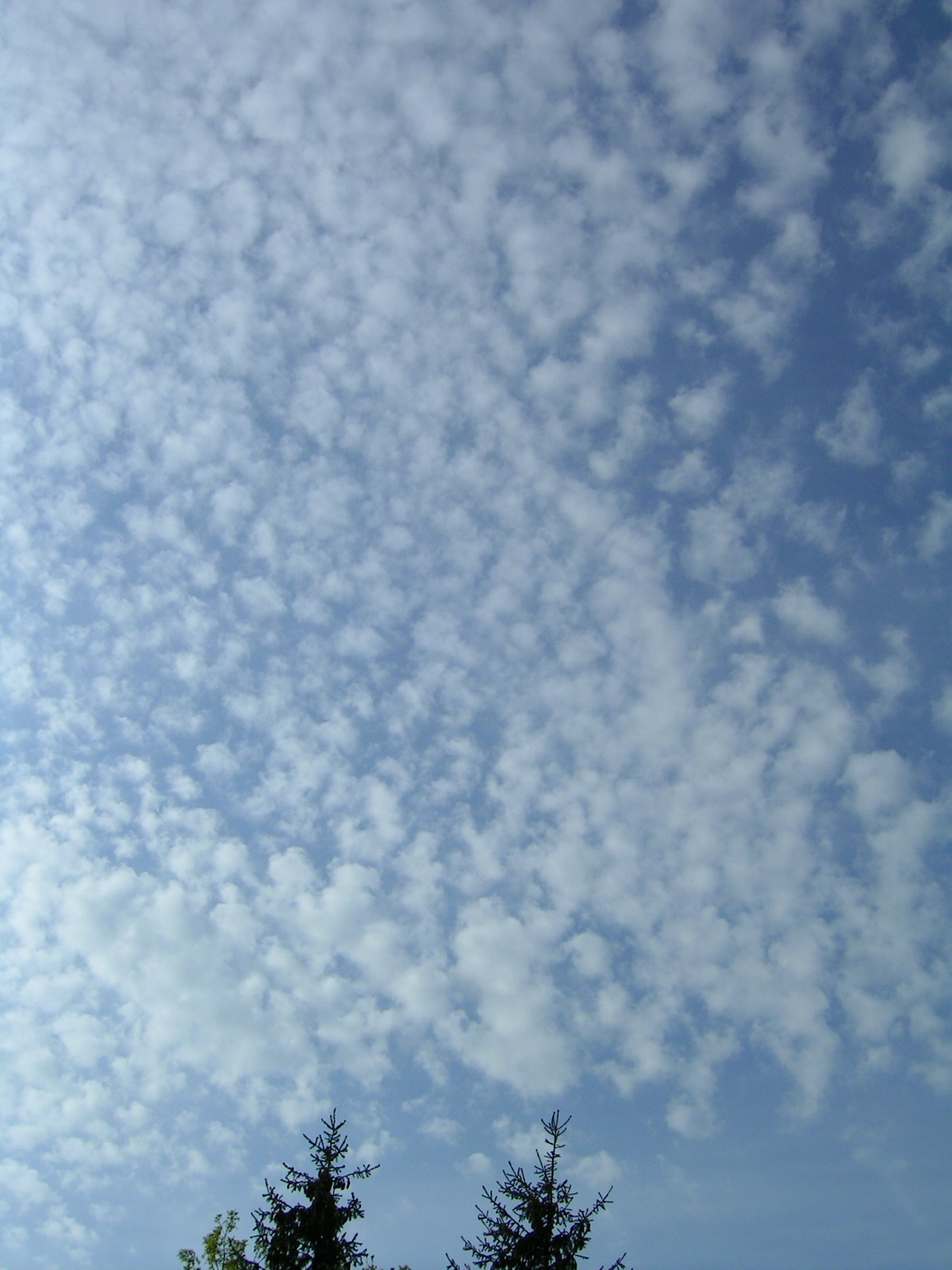
Esempio di Altocumulo

Gli Altocumuli possono essere classificati in 4 specie, di seguito elencate (tra parentesi sono indicate le relative abbreviazioni).
- Altocumulus stratiformis (Ac str);[2]
- Altocumulus lenticularis (Ac len);[2]
- Altocumulus castellanus (Ac cas);[2]
- Altocumulus floccus (Ac flo);[2]
- Altocumulus volutus (Ac vol).

L′Altocumulus lenticularis è relativamente famoso per le forme bizzarre e affascinanti che può assumere.

### Varietà
Numerose sono le varietà riscontrabili in questo tipo di nube:
- Altocumulus duplicatus (Ac du);
- Altocumulus lacunosus (Ac la);
- Altocumulus opacus (Ac op);
- Altocumulus radiatus (Ac ra);
- Altocumulus perlucidus (Ac pe);
- Altocumulus translucidus (Ac tr);[2]
- Altocumulus undulatus (Ac un).

Le varietà opacus, perlucidus e translucidus si riferiscono alla permeabilità delle nubi nei confronti della luce solare o lunare; tutte le altre alla loro forma.

## Galleria d'immagini

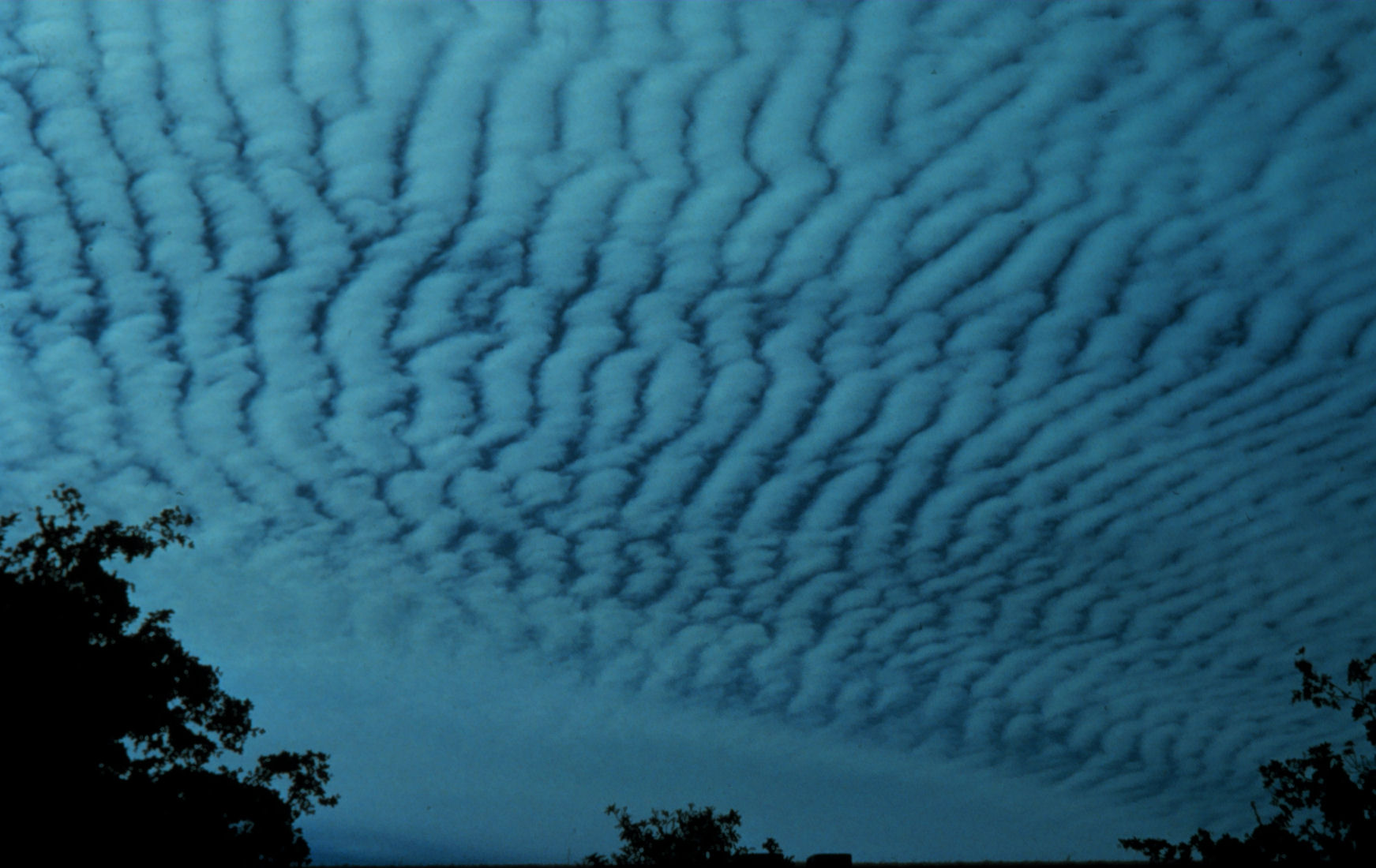
Altocumulus stratiformis undulatus perlucidus
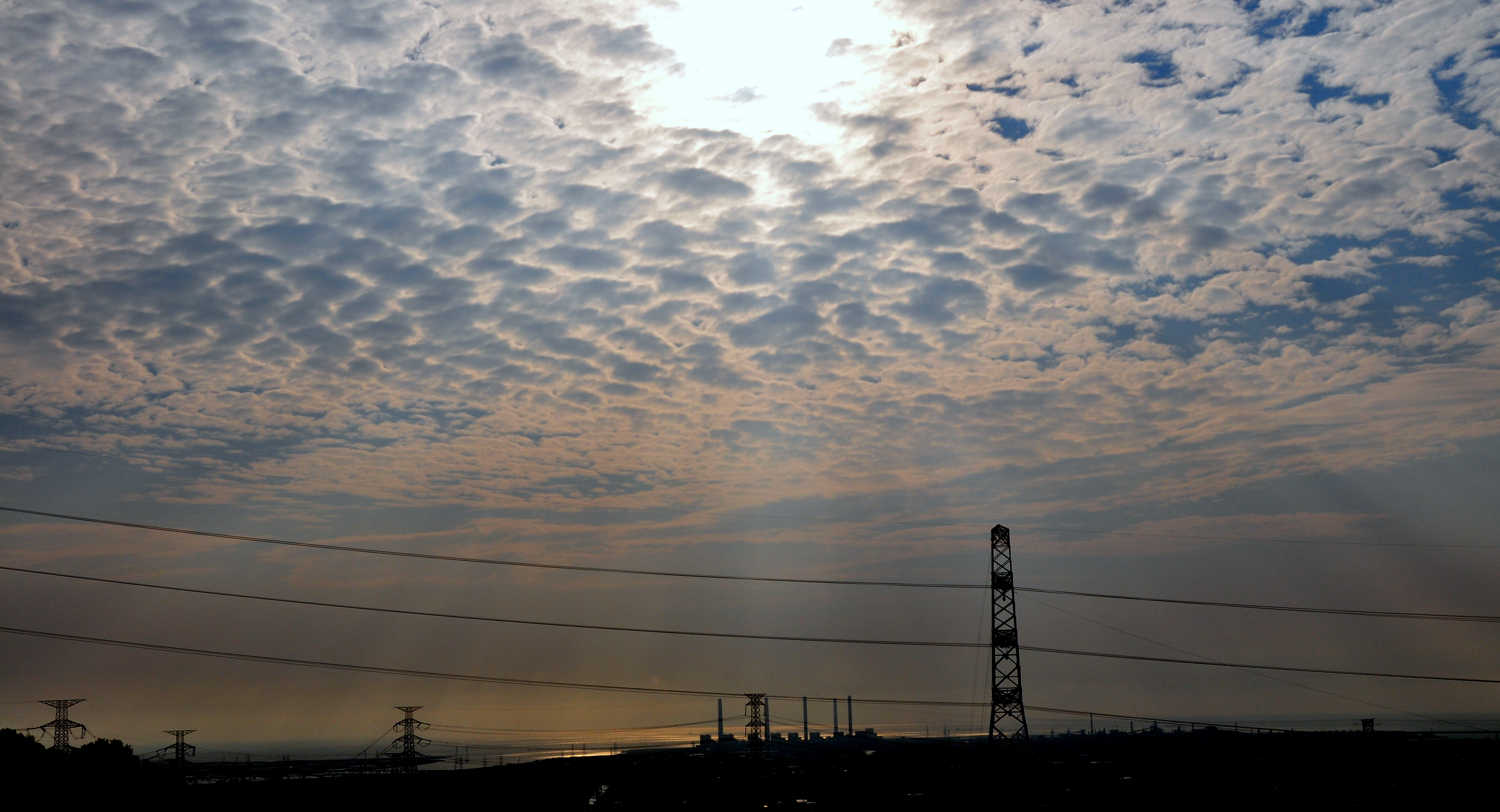
Raggi solari attraverso Altocumulus stratiformis translucidus perlucidus
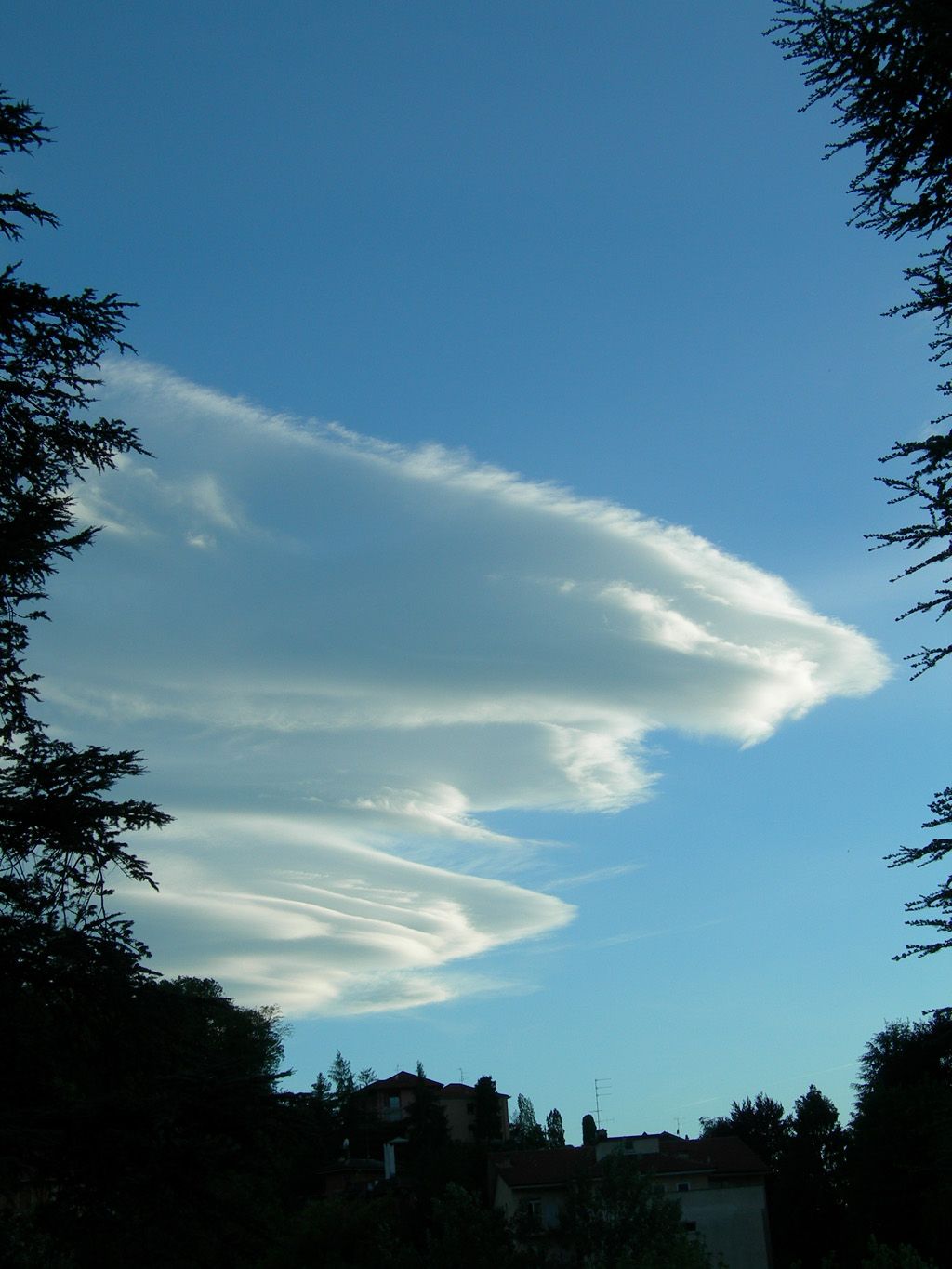
Altocumulus lenticolaris duplicatus
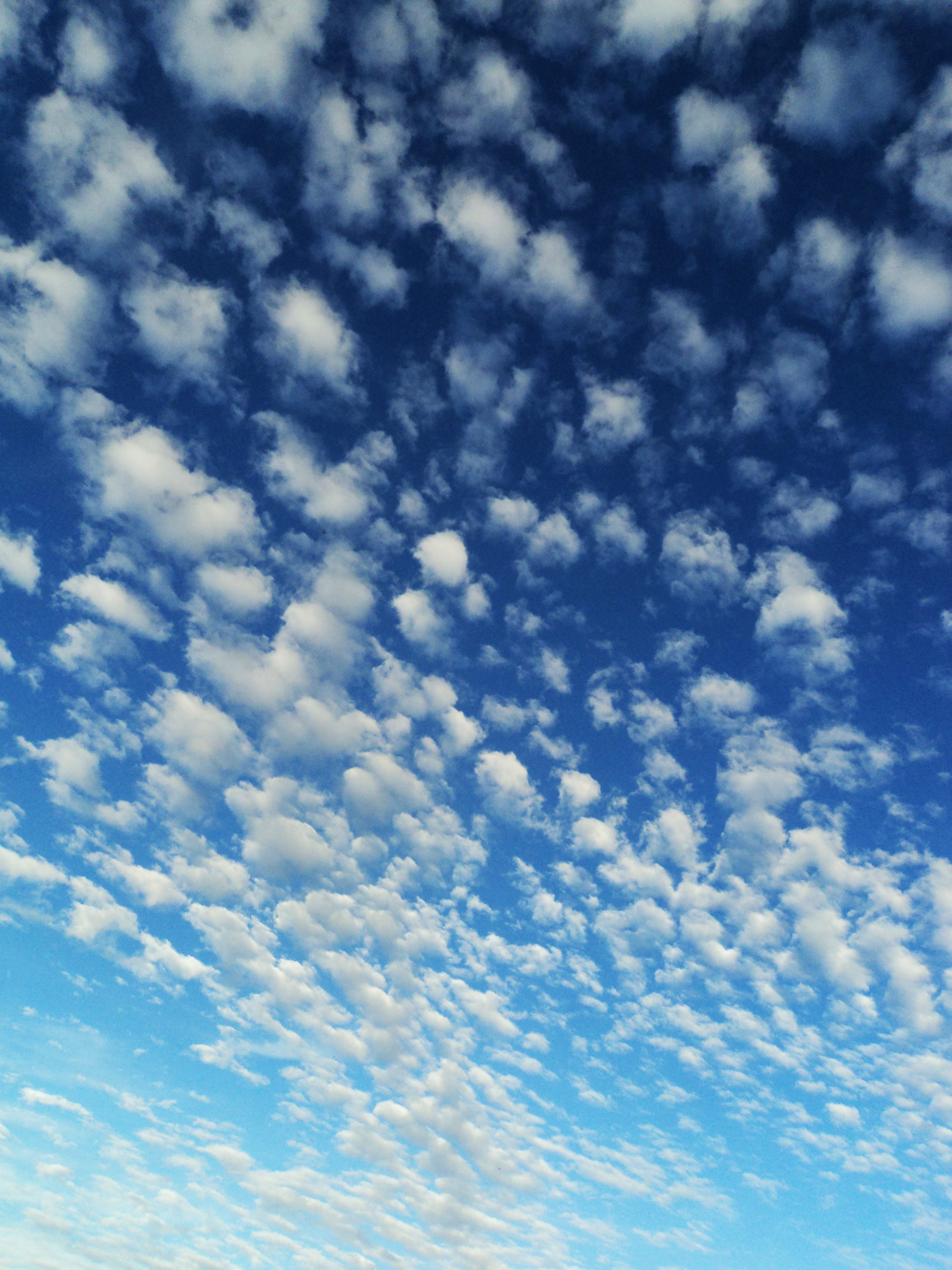
Altocumulus floccus
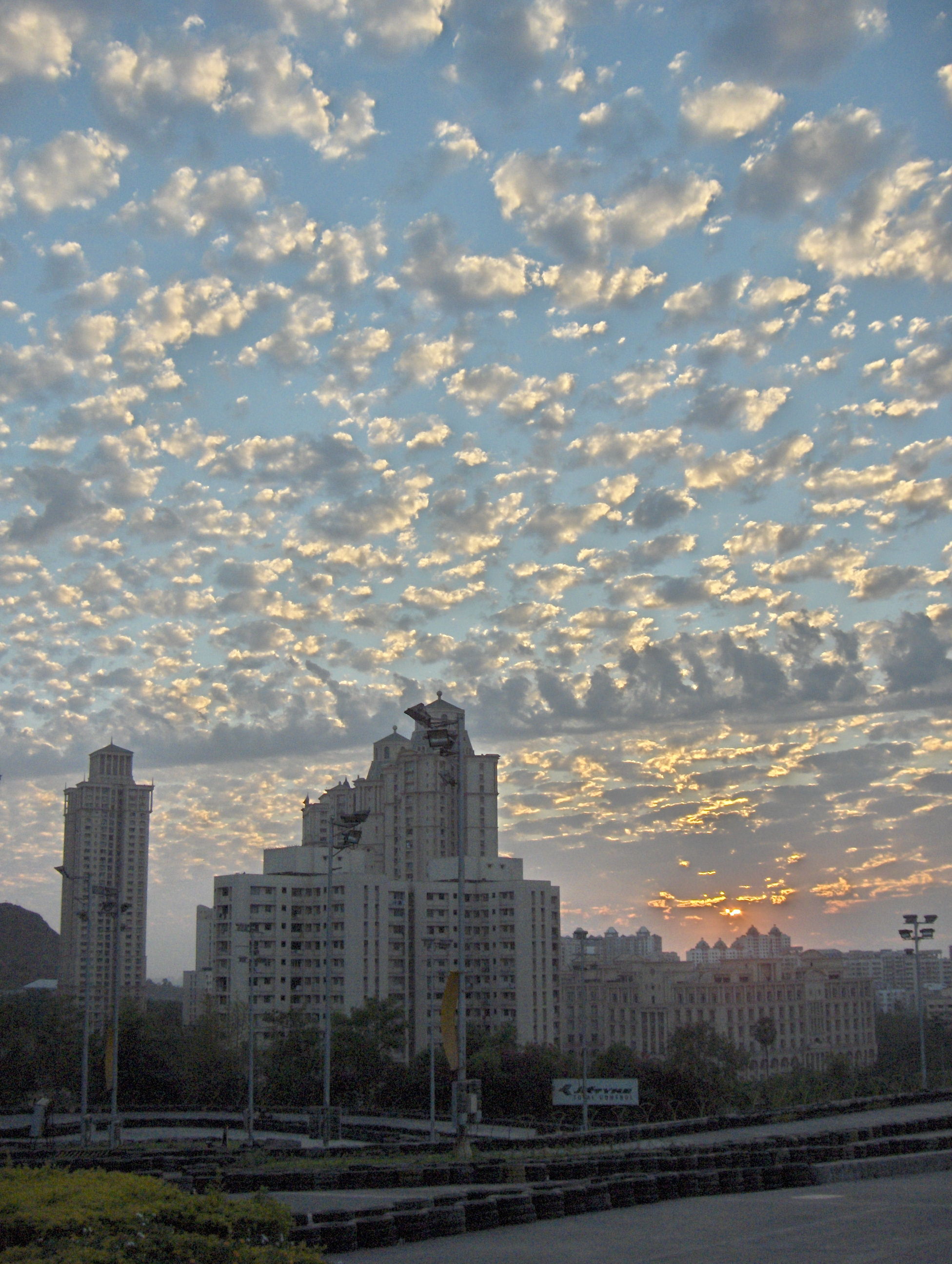
Altocumulus floccus e una serie di Altocumulus castellanus disposti in un'unica fila